# ORTO (Verlag)

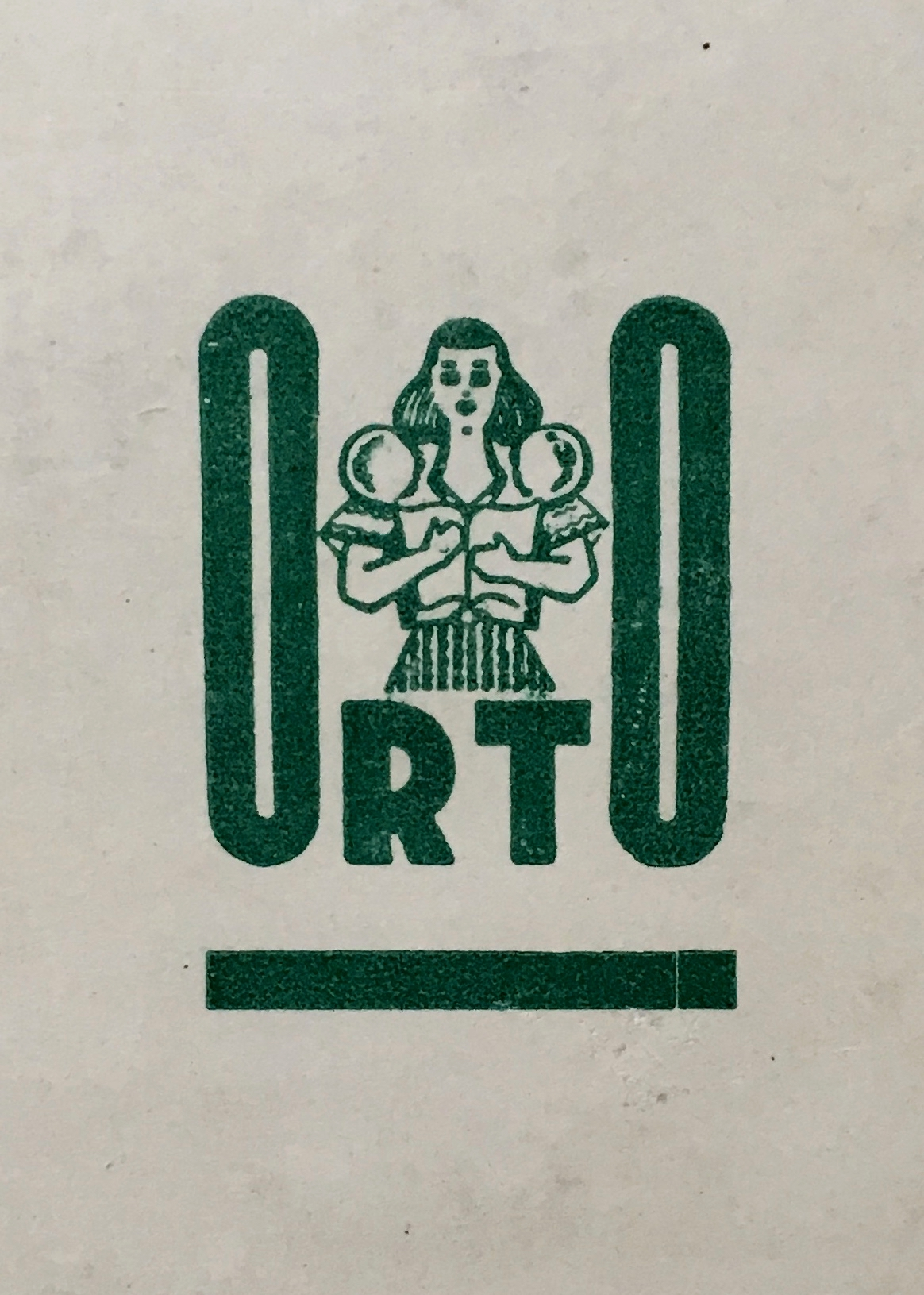
Erstes Logo bis 1946

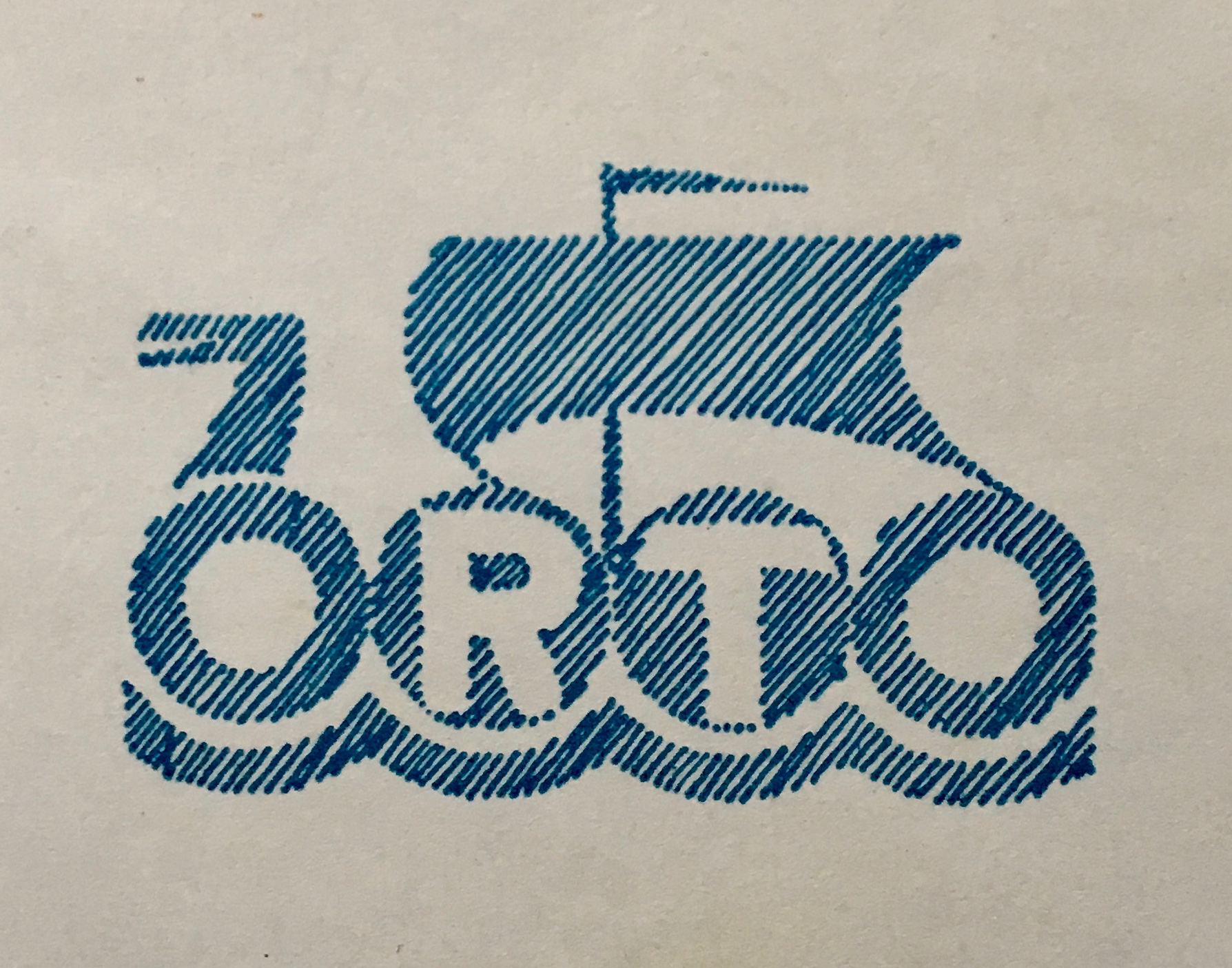
Logo ab 1947

ORTO war ein exilestnischer Verlag, der von 1944 bis 1973 existierte.

## Gründung
Am 12. Juli 1944 trafen sich in Helsinki die aus Estland geflüchteten Schriftsteller Karl Ristikivi und Valev Uibopuu mit dem ebenfalls geflohenen Unternehmer Andres Laur (1908–1973), um darüber zu beratschlagen, wie man die in finnischen Krankenhäusern liegenden estnischen Soldaten mit Lesestoff versorgen konnte. Sie beschlossen, Ristikivis Roman Tuli ja raud ('Feuer und Eisen', 1938) erneut herauszugeben. Laur übernahm die Kosten und den Vertrieb, Ristikivi das Korrekturlesen. Zeitgleich wurde auch ein schwedisch-estnisches und estnisch-schwedisches Wörterbuch gedruckt. Als die Bücher gedruckt waren, hatte sich aber die politische Situation durch Finnlands Waffenstillstand mit der Sowjetunion verändert, so dass viele Esten es vorzogen, sicherheitshalber weiter nach Schweden zu flüchten. Die Registrierung des Verlags erfolgte somit am 10. November 1944 in Vadstena.
1949 wurde in der Nähe von Göteborg ein neues Verlagshaus gebaut, in dem Laur ein recht luxuriöses Leben geführt haben soll. Im Herbst 1950 bereitete Laur aus Angst vor einem ausbrechenden Dritten Weltkrieg jedoch den Umzug von Verlag und Druckerei nach Toronto vor, der 1951 auch erfolgte.

## Publikationen
Insgesamt sind bei ORTO 405 Bücher verlegt worden, außerdem gab Laur eine Zeitschrift und eine Zeitung heraus. Die ersten beiden Titel sind in Helsinki erschienen, ab dem dritten Buch tragen die Publikationen den Erscheinungsort Vadstena, wenngleich auch bei späteren Publikationen als Druckort noch Helsinki figurieren konnte. 1950 tragen die Bücher den Erscheinungsort Göteborg, manchmal auch noch Vadstena. Ab 1951 erscheint dann nur noch Toronto als Erscheinungsort.
ORTO bemühte sich vor allem um die Vermittlung von Literatur und verlegte anfangs sowohl estnische Klassiker (Anton Hansen Tammsaare, Oskar Luts, Kalevipoeg) als auch viele bekannte Exilautoren wie August Gailit, Bernard Kangro, August Mälk oder Valev Uibopuu. Nach der Gründung der Estnischen Schriftstellerkooperative (1950) lag der Schwerpunkt auf der ins Estnische übersetzten Literatur, die 145 Titel, d. h. knapp 36 % ausmachte. Innerhalb dieser Gruppe wiederum lag der Akzent auf finnischen Autorinnen und Autoren, die beinahe ein Drittel ausmachten. Allein von Mika Waltari wurden 18 Bücher in estnischer Übersetzung herausgebracht.
Mit dem Tod des Verlegers Andres Laur am 3. April 1973 wurde die Verlagstätigkeit eingestellt. Das umfangreiche Archiv von Laur, das eine wertvolle Quelle zur Erforschung der estnischen Exilliteratur darstellt, befindet sich in der kanadischen Nationalbibliothek in Ottawa.

## Polemiken
Da der Verlag in seiner Anfangszeit innerhalb der estnischen Exilgemeinschaft eine Monopolstellung hatte, brauchte sich der Verleger nicht sonderlich um die Interessen der Autoren zu kümmern, was niedrige Honorare nach sich zog. Dies führte zu Unmut und letztlich zur Gründung einer eigenen Schriftstellerkooperative in Schweden, zumal Laur seinen Hauptsitz nach Kanada verlegt hatte. Hierauf wiederum reagierte Laur ausgesprochen feindselig, was eine Polemik zwischen ihm und der Mehrzahl der in Schweden verbliebenen Exilautoren nach sich zog. Laur diffamierte die von ihm abgerückten Autoren, die ihrerseits mit Unverständnis reagierten: „Immer wieder wird in allen Publikationen von ORTO versucht, die bei der Estnischen Schriftstellerkooperative erschienenen Werke herabzuwürdigen, obwohl ihre Autoren dieselben sind, die ORTO seinerzeit, als sie ihre Bücher bei ihm verlegten, als die besten estnischen Schriftsteller bezeichnete.“ Laur konnte bis zu seinem Tode den estnischen Schriftstellern die Gründung ihrer eigenen Kooperative nicht verzeihen und warf ihnen vor, sie hätten der estnischen Exilgemeinschaft einen Bärendienst erwiesen.

## Sekundärliteratur
- Vallo Kelder: ORTO Soome-side kirjastaja ja tõlkija kirjades, in: Raamat on… I. Tallinn: Tallinna Bibliofiilide Klubi 2000, S. 141–153. (Summary: Publishing house ORTO and its Finnish connection, S. 153–154)
- Piret Noorhani: Konverents „Andres Laur 100“ Eesti Kirjandusmuuseumis, in: Keel ja Kirjandus 8–9/2008, S. 750–751.
- Hannes Oja: Kirjastus ORTO tegevus Kanadas, in: Raamat on… I. Tallinn: Tallinna Bibliofiilide Klubi 2000, S. 155–161. (Summary: Publishing house ORTO in Canada, S. 161)
- Anne Valmas: Edukas ja kõmuline "Orto", in: Keel ja Kirjandus 9/1993, 548–560.
- Anne Valmas: Eestlaste kirjastus tegevus välismaal 1944–2000. I. Tallinn: Tallinna Pedagoogikaülikool 2003. 204 S.
- Anne Valmas: Eestlaste kirjastus tegevus välismaal 1944–2000. II. Raamatukataloog. Tallinn: Tallinna Pedagoogikaülikool 2003. 397 S.
- Anne Valmas: ORTO kirjastuse väljaanded, in: Raamat on… I. Tallinn: Tallinna Bibliofiilide Klubi 2000, S. 162–180. (= Vollständige Bibliographie aller erschienenen Verlagstitel.)